# Gambetto turco
Gambetto turco (titolo originale Турецкий гамбит) è il secondo romanzo del ciclo di Erast Petrovič Fandorin pubblicato dallo scrittore russo Boris Akunin nel 1998.
Il libro ha avuto molte riedizioni e numerose traduzioni (in inglese, francese, italiano); nel 2005 è stato prodotto in Russia il film Turetskiy gambit, diretto da Dzhanik Fayziev, con Egor Beroev nel ruolo di Fandorin

## Trama
Ambientata in Bulgaria nel corso della guerra russo-turca nei Balcani del 1877-1878, la vicenda racconta di una giovane donna, Varja Suvorova, che decide di mettersi in viaggio per raggiungere il fidanzato Petja Jablokov al fronte; il viaggio trascorre normalmente finché la donna non raggiunge la locanda di un villaggio bulgaro dove viene derubata e inizia ad essere oggetto di pesanti attenzioni da parte degli avventori del locale. Per sua fortuna le viene in aiuto l'investigatore Fandorin che, partito volontario per la Serbia, proprio in quel momento si trova alla locanda e che la scorta fino al campo di Carevicy.
Al campo Varja ritrova Petja, il ragazzo però, pochi giorni dopo, viene incarcerato con l'accusa di essere un traditore: i turchi infatti sono riusciti a prendere il sopravvento sull'armata russa grazie a un messaggio errato che è stato inviato agli ufficiali russi da Petja. Il giovane però sostiene di non essere stato lui a modificare il telegramma e Varja chiede a Fandorin di indagare alla ricerca del vero doppiogiochista.
I sospetti in un primo momento sembrano rivolgersi verso l'ufficiale rumeno Lucan, ma, ben presto, si capisce che non è lui il vero colpevole e l'attenzione di Fandorin si sposta sul gruppo di ufficiali e corrispondenti stranieri che frequentano il circolo dei giornalisti. Grazie a Varja riesce a scoprire di più sul conto di ognuno dei sospettati fino ad arrivare alla scoperta del vero traditore con un colpo di scena finale.
Alla fine del romanzo Varja e Fandorin si separano non senza tristezza: Varja torna a casa con Petja, mentre Fandorin parte per Port-Said con l'intenzione di raggiungere l'ambasciata russa a Tokio.

## Edizioni in italiano
- Boris Akunin, Gambetto turco, traduzione di Mirco Gallenzi, Milano: Frassinelli, 2000
- Boris Akunin, Gambetto turco, traduzione di Mirco Gallenzi, Milano: Tascabili Frassinelli, 2007